# Hrabstwo Pope (Arkansas)
Hrabstwo Pope - hrabstwo w Stanach Zjednoczonych, w stanie Arkansas. Według danych z 2021 roku, populacja hrabstwa wzrosła do ponad 65 tys. mieszkańców. Hrabstwo należy do nielicznych hrabstw w Stanach Zjednoczonych należących do tzw. dry county, czyli hrabstw gdzie decyzją lokalnych władz obowiązuje całkowita prohibicja.

## Miejscowości
- Atkins
- Dover
- Hector
- London
- Pottsville
- Russellville

## Sąsiednie hrabstwa
- Hrabstwo Newton (północny zachód)
- Hrabstwo Searcy (północny wschód)
- Hrabstwo Van Buren (północny wschód)
- Hrabstwo Conway (południowy wschód)
- Hrabstwo Yell (południe)
- Hrabstwo Logan (południowy zachód)
- Hrabstwo Johnson (zachód)

## Religia
W 2010 roku 42,2% populacji jest członkami kościołów protestanckich, głównie: baptystów (17,8%), zielonoświątkowców (8,7%), metodystów (5,8%), bezdenominacyjnych (3,3%) i campbellitów (2,6%).
Kościół katolicki obejmując 2,5% populacji, jest piątą co do wielkości denominacją w hrabstwie. 
Do innych grup religijnych w hrabstwie należą: mormoni (1,27%), muzułmanie (0,5%) i świadkowie Jehowy (1 zbór). W statystykach nie został uwzględniony Zjednoczony Kościół Zielonoświątkowy (4 zbory).